# 健気
| ウィキペディアには「健気」という見出しの百科事典記事はありません（タイトルに「健気」を含むページの一覧/「健気」で始まるページの一覧）。 代わりにウィクショナリーのページ「健気」が役に立つかもしれません。 |